# Subdivisões da Jamaica
Administrativamente, a Jamaica está dividida em 14 paróquias (parishes). As paróquias estão agrupadas em 3 condados históricos, que não possuem relevância administrativa.

## Condados
Condados com as respectivas capitais tradicionais entre parênteses:
- Condado de Cornwall (Montego Bay) - em verde no mapa;
- Condado de Middlesex (Spanish Town) - em rosa no mapa;
- Condado de Surrey (Kingston) - em amarelo no mapa.

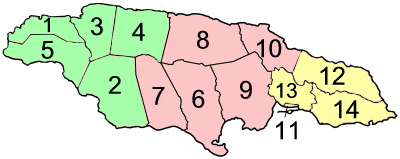
Paróquias da Jamaica aprupadas em condados

## Paróquias
| Nº                                                               | Paróquia        | Área (km²) | População (censo 2001) | Capital         |
| ---------------------------------------------------------------- | --------------- | ---------- | ---------------------- | --------------- |
| Condado de Cornwall                                              |                 |            |                        |                 |
| 1                                                                | Hanover         | 450,4      | 67.037                 | Lucea           |
| 2                                                                | Saint Elizabeth | 1.212,4    | 146.404                | Black River     |
| 3                                                                | Saint James     | 594,9      | 175.127                | Montego Bay     |
| 4                                                                | Trelawny        | 874,6      | 73.066                 | Falmouth        |
| 5                                                                | Westmoreland    | 807,0      | 138.947                | Savanna-la-Mar  |
| Condado de Middlesex                                             |                 |            |                        |                 |
| 6                                                                | Clarendon       | 1.196,3    | 237.024                | May Pen         |
| 7                                                                | Manchester      | 830,1      | 185.801                | Mandeville      |
| 8                                                                | Saint Ann       | 1.212,6    | 166.762                | Saint Ann's Bay |
| 9                                                                | Saint Catherine | 1.192,4    | 482.308                | Spanish Town    |
| 10                                                               | Saint Mary      | 610,5      | 111.466                | Port Maria      |
| Condado de Surrey                                                |                 |            |                        |                 |
| 11                                                               | Kingston(1)     | 21,8       | 96.052                 | Kingston        |
| 12                                                               | Portland        | 814,0      | 80.205                 | Port Antonio    |
| 13                                                               | Saint Andrew    | 430,7      | 555.828                | Half Way Tree   |
| 14                                                               | Saint Thomas    | 742,8      | 91.604                 | Morant Bay      |
|                                                                  | Totais          | 10.990,5   | 2.607.631              |                 |
| (1) A paróquia de Kingston não inclui toda a cidade de Kingston. |                 |            |                        |                 |